# Vincent Kucholl
Vincent Kucholl, né le 23 décembre 1975 à Moudon, est un vulgarisateur, comédien, humoriste et acteur suisse.

## Carrière
Diplômé de sciences politiques à l'université de Lausanne, il est l'auteur de différents ouvrages de vulgarisation au sujet de la politique suisse (sous le pseudonyme de Vincent Golay) et du système helvétique.
Il est également actif en tant qu'humoriste, comédien et acteur. Il a notamment créé en 2011, avec l'animateur radio Vincent Veillon, les émissions 120 secondes sur la radio Couleur 3 puis 26 minutes (devenue 120 minutes puis 52 minutes) sur la RTS.
Il joue dans la troisième saison de la série Tschugger, ainsi que dans le film Ciao-ciao bourbine.

## Publications
- Vincent Golay [pseudonyme de Vincent Kucholl] (ill. Mix & Remix), Institutions politiques suisses, Loisirs et Pédagogie, coll. « Comprendre », 2020 (1re éd. 2005), 94 p. (ISBN 9782606018337).
- Cyril Jost et Vincent Kucholl (ill. Mix & Remix), Économie suisse, Loisirs et Pédagogie, coll. « Comprendre », 2021 (1re éd. 2007), 110 p. (ISBN 9782606019631).